# Bas Timmerman
Bastiaan "Bas" Timmerman (Haarlem, 7 september 1920 – Haarlem, 29 mei 1939) was een Nederlands voetballer.

## Loopbaan
Timmerman was een talentvolle speler die in de jaren voor de Tweede Wereldoorlog speelde voor het Haarlemse EDO, destijds een topteam uit de Tweede klasse. Hij speelde reeds op 16-jarige leeftijd in het eerste team van zijn club en was vanaf het seizoen 1937/38 een vaste keuze in de basisopstelling. In de aanloop naar het wereldkampioenschap voetbal 1938 maakte hij deel uit van de voorselectie van het Nederlands voetbalelftal en trainde hij in de voorbereiding mee. Timmerman kwam vanaf dat jaar tevens verschillende keren uit voor het Zwaluwenelftal (Nederland B) en het Nederlands jeugdelftal.
In april 1939 kwalificeerde Timmerman zich met EDO voor promotie/degradatie-wedstrijden om een plek in de Eerste klasse, destijds het hoogste Nederlandse niveau. Tegenstanders waren HBS en FC Hilversum. In de derde wedstrijd, op 29 mei tegen Hilversum, scoorde Timmerman kort na de rust de 1-0. Tien minuten voor het einde van de wedstrijd zakte hij in elkaar en overleed op het veld aan een hartverlamming.
Op 1 juni 1939 werd hij onder grote belangstelling begraven op de Algemene Begraafplaats van Heemstede. Naast de voorzitters van EDO en Hilversum werd bij de uitvaart gesproken door Dirk van Prooije van de KNVB. Ter nagedachtenis speelde EDO in de jaren na de dood van Timmerman niet in de clubkleuren rood en zwart, maar geheel in het zwart.